# Cincinnati Masters 2000 - Qualificazioni doppio
Le qualificazioni del doppio  del Cincinnati Masters 2000 sono state un torneo di tennis preliminare per accedere alla fase finale della manifestazione. I vincitori dell'ultimo turno sono entrati di diritto nel tabellone principale. In caso di ritiro di uno o più giocatori aventi diritto a questi sono subentrati i lucky loser, ossia i giocatori che hanno perso nell'ultimo turno ma che avevano una classifica più alta rispetto agli altri partecipanti che avevano comunque perso nel turno finale.
Le qualificazioni del doppio del torneo Cincinnati Masters 2000 prevedevano 8 coppie partecipanti di cui 2 sono entrate nel tabellone principale.

## Teste di serie
1. Neville Godwin /  Michael Hill (Qualificati)
2. Paul Kilderry /  Thomas Shimada (primo turno)

1. Andrea Gaudenzi /  Marc Rosset (Qualificati)
2. Marc-Kevin Goellner /  Marcos Ondruska (ultimo turno)

## Qualificati
1. Neville Godwin  /   Michael Hill

1. Andrea Gaudenzi  /   Marc Rosset

## Tabellone

### Legenda
| - Q = Qualificato - WC = Wild card - LL = Lucky loser | - ALT = Alternate - SE = Special Exempt - PR = Protected Ranking | - w/o = Walkover - r = Ritirato - d = Squalificato |

### Sezione 1
|  | Primo turno | Primo turno                         | Primo turno | Primo turno | Primo turno |  |  | Ultimo turno | Ultimo turno                        | Ultimo turno                        | Ultimo turno | Ultimo turno |  |
|  |             |                                     |             |             |             |  |  |              |                                     |                                     |              |              |  |
|  | 1           | Neville Godwin Michael Hill         | 65          | 7           | 7           |  |  |              |                                     |                                     |              |              |  |
|  |             | Taylor Dent Brandon Hawk            | 7           | 65          | 6           |  |  | 1            | Neville Godwin Michael Hill         | Neville Godwin Michael Hill         | 6            | 6            |  |
|  | 4           | Marc-Kevin Goellner Marcos Ondruska | 7           | 3           | 6           |  |  | 4            | Marc-Kevin Goellner Marcos Ondruska | Marc-Kevin Goellner Marcos Ondruska | 3            | 4            |  |
|  |             | Todd Martin Nathan Overholser       | 5           | 6           | 3           |  |  |              |                                     |                                     |              |              |  |

### Sezione 2
|  | Primo turno | Primo turno                  | Primo turno                  | Primo turno | Primo turno |  |  | Ultimo turno | Ultimo turno                | Ultimo turno | Ultimo turno | Ultimo turno |  |
|  |             |                              |                              |             |             |  |  |              |                             |              |              |              |  |
|  |             | Kyle Spencer Jim Thomas      | Kyle Spencer Jim Thomas      | 6           | 6           |  |  |              |                             |              |              |              |  |
|  | 2           | Paul Kilderry Thomas Shimada | Paul Kilderry Thomas Shimada | 3           | 2           |  |  |              | Kyle Spencer Jim Thomas     | 2            | 7            | 63           |  |
|  | 3           | Andrea Gaudenzi Marc Rosset  | Andrea Gaudenzi Marc Rosset  | 6           | 7           |  |  | 3            | Andrea Gaudenzi Marc Rosset | 6            | 5            | 7            |  |
|  |             | Karim Alami Hicham Arazi     | Karim Alami Hicham Arazi     | 4           | 6(0)        |  |  |              |                             |              |              |              |  |